# The Zealot Gene
The Zealot Gene es el vigesimotercer álbum de estudio por la banda británica Jethro Tull, publicado el 28 de enero de 2022 a través de Inside Out Music. Con casi cinco años de producción, es su primer álbum de estudio desde The Jethro Tull Christmas Album (2003), y su primer material original desde J-Tull Dot Com (1999).

## Antecedentes
The Zealot Gene se originó en enero de 2017, cuando el vocalista y flautista Ian Anderson comenzó a escribir nuevas canciones y a arreglar la forma del álbum. Al inicio del proceso, él decidió que sería un álbum de Jethro Tull porque la formación del grupo en ese momento se había convertido en la más duradera de su historia, pero no había participado en una grabación de estudio bajo su nombre. Fue una época productiva y se grabaron siete pistas en marzo de ese año. El trabajo adicional en el álbum se suspendió para que Anderson y la banda terminaran los compromisos de gira en 2018 y 2019, y Anderson sintió que habría sido injusto tener al grupo de regreso en el estudio durante las pequeñas cantidades de tiempo de inactividad. Tras el brote de la pandemia de COVID-19 y los confinamientos posteriores, a principios de 2021, Anderson “perdió la esperanza” y decidió dejar sus partes en las cinco canciones restantes solo en el estudio de su casa. Estas últimas cinco canciones son de base acústica y sin batería, en parte porque Hammond no pudo grabar en casa. La banda grabó sus partes individuales de manera similar, dejando a Anderson ensamblar las distintas pistas para formar una canción completa. Para julio de 2021, el álbum estaba completo y entregado a la discográfica.

## Música
The Zealot Gene no es un álbum conceptual, pero se hacen referencias bíblicas a lo largo del álbum y Anderson comenzó a escribir cada canción con un pasaje de la Biblia. «Mrs. Tibbets» es una referencia a la madre de Paul Tibbets, el piloto del Enola Gay, el cual lanzó una bomba atómica en Hiroshima en 1945. La canción que da título al disco fue inspirado en parte en el auge del populismo de derecha “y en cómo los puntos de vista extremistas parecen difundirse más libremente y todo se vuelve más exagerado, a veces a través de noticias y otras a través de tuits feroces”. Anderson dijo que «Mine Is the Mountain» no es un reflejo de su propia visión, sino más bien de ver a Dios como una víctima y la "desesperación del hombre por crear esta figura simbólica, y en forma humana, porque esa es la única forma en que podemos comprenderla”.

## Rendimiento comercial
The Zealot Gene fue publicado el 28 de enero de 2022 a través de Inside Out Music. El álbum se convirtió en un éxito comercial, alcanzando el puesto #9 en el Reino Unido, convirtiéndose en su primer álbum en alcanzar el Top 10 desde Thick as a Brick y el álbum recopilatorio Living in the Past, ambos de 1972.

## Recepción de la crítica
En Metacritic, The Zealot Gene obtuvo un puntaje promedio de 67 sobre 100, basado en 4 críticas, lo cual indica “críticas generalmente favorable”.

## Lista de canciones
Todas las canciones escritas y compuestas por Ian Anderson. 
| Lista de canciones de The Zealot Gene |                                 |          |  |
| N.º                                   | Título                          | Duración |  |
| 1.                                    | «Mrs. Tibbets»                  | 5:53     |  |
| 2.                                    | «Jacob's Tales»                 | 2:12     |  |
| 3.                                    | «Mine Is the Mountain»          | 5:40     |  |
| 4.                                    | «The Zealot Gene»               | 3:54     |  |
| 5.                                    | «Shoshana Sleeping»             | 3:40     |  |
| 6.                                    | «Sad City Sisters»              | 3:41     |  |
| 7.                                    | «Barren Beth, Wild Desert John» | 3:38     |  |
| 8.                                    | «The Betrayal of Joshua Kynde»  | 4:05     |  |
| 9.                                    | «Where Did Saturday Go?»        | 3:52     |  |
| 10.                                   | «Three Loves, Three»            | 3:29     |  |
| 11.                                   | «In Brief Visitation»           | 3:01     |  |
| 12.                                   | «The Fisherman of Ephesus»      | 3:40     |  |

## Créditos
Créditos adaptados desde las notas del álbum.
Jethro Tull
- Ian Anderson – voz principal y coros, flauta, guitarra acústica, mandolina, flauta irlandesa, armónica
- Florian Opahle – guitarra eléctrica
- David Goodier – bajo eléctrico
- John O'Hara – piano, teclado, acordeón, órgano
- Scott Hammond – batería
- Joe Parrish-James – guitarra (11)

Personal técnico
- Ian Anderson – productor, mezclas, fotografía
- Michael Nyandoro – ingeniero de audio
- Nick Watson – masterización
- Jakko Jakszyk – mezclas de sonido
- James Anderson – fotografía
- Thomas Ewerhard – diseño de portada
- Tim Bowness – notas del álbum

## Posicionamiento
| Gráfica (2022)                                | Pico de posición |
| --------------------------------------------- | ---------------- |
| Alemania (Offizielle Top 100)                 | 4                |
| Austria (Ö3 Austria Top 40)                   | 5                |
| Bélgica (Flandes) (Ultratop 200 Albums)       | 26               |
| Bélgica (Valonia) (Ultratop 200 Albums)       | 34               |
| República Checa (ČNS IFPI)                    | 56               |
| Países Bajos (Album Top 100)                  | 37               |
| Finlandia (Suomen virallinen lista)           | 6                |
| Francia (SNEP)                                | 124              |
| Hungría (MAHASZ)                              | 18               |
| Italia (FIMI)                                 | 61               |
| Polonia (ZPAV)                                | 34               |
| Portugal (AFP)                                | 8                |
| Escocia (Scottish Albums Chart)               | 5                |
| España (PROMUSICAE)                           | 20               |
| Suecia (Sverigetopplistan)                    | 22               |
| Suiza (Schweizer Hitparade)                   | 3                |
| Reino Unido (UK Albums Chart)                 | 9                |
| Reino Unido (UK Rock & Metal Albums Chart)    | 3                |
| Estados Unidos (Billboard Independent Albums) | 37               |
| Estados Unidos (Billboard Top Album Sales)    | 10               |
| Estados Unidos (Billboard Top Rock Albums)    | 37               |